# バイオストロング
バイオストロング（BIO STRONG）は、タイトーのコンピューターゲーム『ダライアスII』に登場するボスキャラクターで、架空の宇宙戦艦。ここでは、他のシリーズの本艦と同じようなシリーズのデザインラインから外れたボス等も記載。

## 特徴
ダライアスII最終ゾーンのVとZに登場。
コードネームは胎児（『ゲーメスト』誌の開発者インタビューによると魚卵をイメージしたとの事）で透明な球形の外殻に包まれた姿をしており、水棲生物を元にデザインされたダライアスのボスキャラクターでは、同ゲームの同じ最終ステージボスのマザーホークと並んで、はじめてそういったデザインラインから外れている。
なお、Bゾーンボスのスチールスピンが周囲に回転させている球体は、このバイオストロングを小さくしたものになっている。

## 能力
無数に分裂し、拡大、縮小機能を持ち、それまでのベルサー戦艦とはあまりに異質で不気味な攻撃を加えてくる。
多くの破壊可能な分身を出して自機の攻撃目標を混乱させ、自機のいる方向に向かって、黄色い6方向破裂弾を4～5回放ってくる。破裂弾は隙間が狭く、外縁側に狙いを定めて破裂弾の上にあらかじめ移動しておいて、外側からかわさないと回避が難しい。
戦っている最中には赤子の泣き叫ぶ「オギャー！」という声がかかり、破壊すると沢山の肉塊をばらまくので、他の巨大戦艦のように吹き飛ぶパターンとは異なる。

## メガドライブ版
メガドライブ版では、黄色い弾が6方向から3方向へと減退したが、一度に放出する破裂弾の数がアーケード版よりも増えて、6～8回ほどになっている。バックに赤子の泣く声はしない。

## メカバイオストロング （MECH BIO STRONG）
PCエンジン版『スーパーダライアスII』では、本艦は登場しないものの、同じく胎児モチーフのメカバイオストロングが最終ゾーンボスとなって出現。
外観はサイボーグ化した胎児のようで（バイオストロングにあった球形の外殻はなくなっている）、口部分から分身弾を撃って舌を伸ばし、手からはガトリング砲を撃つ。手は破壊可能だが、腹部からレーザーや弾を撃ってくる。

## 水棲動物以外の巨大戦艦
水棲動物モチーフ外の巨大戦艦には、以下の種類がある。

### マザーホーク
マザーホーク参照。

### ガルストヴィック (GALST VIC)
スーパーファミコンの『ダライアスフォース』の最終ステージOゾーンに登場する。元ネタは『サイバリオン』に登場する無敵キャラのガルストから。
モチーフは骸骨（ヒト）で、進化論をテーマにしたボスとしては最終ボスに相応しいデザインともいえる。なお作中ではまだ製作途中らしく、上半身と右腕しか完成していない。
第一形態は破壊しても再生する復活砲台と、手からのサンダーレーザー、胴体からの3連発連装放物線弾、目からのレーザーを撃ちはなってくる。
第一形態を破壊すると、高速スクロール脱出面が始まり、そこを抜けると頭部だけとなった本ボスと対決。口からの破裂レーザー弾と、7WAY弾、破裂弾をばらまき、拡大と縮小を繰り返す。

## その他の動物型キャラクター
『ダライアスフォース』の都市地帯ゾーンでは、ファージ型の中ボスが登場。ジャンプしながら５方向弾を撃ってくる。
また、ダライアス外伝のB、Ｃゾーンには原索動物のナメクジウオが中ボスとなり、放物線状に8WAY弾を放つ。ザコキャラクターでグラダというクマムシ型とモークというクモ型の敵が登場。
『ダライアスバースト アナザークロニクル』にはフデイシ型の大型ザコ敵が登場。赤いショートホーミングレーザーを撃ってくる。